# Altrier
Altrier (lb. Altréier, op der Schanz) – wieś (Uertschaft) we wschodnim Luksemburgu, w kantonie Echternach, w gminie Bech. Do 3 października 2015 miejscowość leżała w dystrykcie Grevenmacher. Wieś zamieszkują 312 osoby (1 stycznia 2023).